# بيت سنان (أرحب)

تعديل مصدري - تعديل

بيت سنان هي إحدى قرى عزلة زندان بمديرية أرحب التابعة لمحافظة صنعاء، بلغ تعداد سكانها 242 نسمة حسب تعداد اليمن لعام 2004.